# Pixlr
Pixlr es un conjunto de herramientas y utilidades de edición de imágenes basado en la nube, que incluye varios editores de fotos y un servicio para compartirlas. La suite está pensada para los no profesionales, aunque las aplicaciones van desde la edición fotográfica sencilla a la avanzada. Cuenta con tres planes de suscripción que incluyen Free, Premium y Creative Pack.
La plataforma se puede utilizar en el escritorio y también en los teléfonos inteligentes y tabletas. Pixlr es compatible con varios formatos de imagen como JPEG, PNG, WEBP, GIF, PSD (documento de Photoshop) y PXZ (formato de documento nativo de Pixlr).
La plataforma introdujo más funciones en diciembre de 2021 con un nuevo logotipo y herramientas añadidas que incluyen; Pinceles, herramienta de curación, animación y carga por lotes La función de pinceles permite la creación de efectos dibujados a mano. La herramienta de corrección permite a los usuarios eliminar objetos no deseados de sus imágenes,  mientras que la función de animación se puede utilizar para incluir movimientos en sus ediciones Los usuarios también pueden utilizar la carga por lotes para editar hasta 50 imágenes simultáneamente.

## Historia
Pixlr fue fundada en 2008 por Ola Sevandersson, un desarrollador sueco. El 11 de julio de 2011 Autodesk anunció que había adquirido la suite Pixlr.  123rf adquirió Autodesk Pixlr por un acuerdo no revelado el 24 de abril de 2017 y Sevandersson se unió a la compañía.
La plataforma se renombró en 2019 presentando Pixlr X, Pixlr E y Pixlr M. En 2022 Pixlr anunció su primer museo de arte descentralizado que también cuenta con su propia NFT llamada Pixlr Genesis. Su colección virtual consta de 10.000 obras de arte NFT generadas por IA.